# Gentiana boryi
Gentiana boryi là một loài thực vật có hoa trong họ Long đởm. Loài này được Boiss. mô tả khoa học đầu tiên năm 1838.